# Mark Akenside
Mark Akenside (né à Newcastle-upon-Tyne le 9 novembre 1721 - décédé à Mayfair à Londres le 23 juin 1770) est un poète anglais.

## Biographie
Envoyé à l'université d'Édimbourg, il étudia d'abord la théologie, mais il l'abandonna bientôt pour la médecine. Il exerça successivement à Northampton, à Hampstead et à Londres, et devint membre de la Royal Society et du Royal College of Physicians. 
Tout en pratiquant son art, il cultiva la poésie avec succès. L'ouvrage qui a fait sa réputation est le poème didactique intitulé les Plaisirs de l'Imagination, écrits en vers blancs ; il l'avait composé dès l'âge de 23 ans ; l'auteur le retoucha plusieurs fois. On remarque aussi son Hymne aux Naïades. Akenside a laissé en outre quelques dissertations estimées sur la médecine. Ses œuvres poétiques ont été réunies à Londres en 1772. Les Plaisirs de l'Imagination ont été traduits en français par d'Holbach en 1759.

## Sources partielles
- Marie-Nicolas Bouillet  et Alexis Chassang (dir.), « Mark Akenside » dans Dictionnaire universel d’histoire et de géographie, 1878 (lire sur Wikisource)
- (en) « Mark Akenside », dans Encyclopædia Britannica [détail de l’édition], 1911 (lire sur Wikisource).